# Skydance Animation Madrid
Skydance Animation Madrid (tidigare känd som Ilion Animation Studios) är en spansk animationsstudio baserad i Madrid, Spanien. Det är ett dotterbolag till Skydance Media via Skydance Animation för att skapa datoranimerade filmer för biopremiär. Efter att ha arbetat med Skydance sedan 2017, köptes de upp av företaget 2020 och namngavs om till Skydance Animation Madrid.

## Långfilmer
| År   | Filmtitel      | Studio                                                        | Anteckningar |
| ---- | -------------- | ------------------------------------------------------------- | ------------ |
| 2009 | Planet 51      | Handmade Films / TriStar Pictures                             |              |
| 2019 | Drömparken     | Paramount Pictures / Paramount Animation / Nickelodeon Movies |              |
| 2022 | Tur            | Apple TV+ / Skydance Animation                                |              |
| 2024 | Förtrollningen | Netflix / Skydance Animation                                  |              |
| 2025 | Pookoo         | Netflix / Skydance Animation                                  |              |
| TBA  | Ray Gunn       | Netflix / Skydance Animation                                  |              |